# Sabre Wulf
Sabre Wulf è un videogioco di avventura dinamica pubblicato nel 1984 per ZX Spectrum dalla Ultimate Play The Game e poi convertito per Amstrad CPC, BBC Micro e Commodore 64, quest'ultima versione edita dalla Firebird. Ha per protagonista un esploratore con casco coloniale e consiste nell'esplorazione di una vasta giungla, lottando continuamente contro creature ostili. Fu il primo titolo della serie di Sabreman.
Sabre Wulf si può ritenere un'evoluzione del precedente Atic Atac della Ultimate, e venne anche criticato per l'eccessiva somiglianza. Fu comunque un grande successo sullo ZX Spectrum e decretò il definitivo trionfo della Ultimate, arrivando in cima alle classifiche britanniche, compresa quella del Daily Mirror. Sbaragliò i record di vendite della Ultimate, nonostante il prezzo nel Regno Unito fosse stato quasi raddoppiato rispetto ai precedenti titoli per Spectrum.

## Modalità di gioco
L'esploratore, al quale la confezione originale si riferisce come sabre man (uomo con sciabola), si aggira in una giungla formata da un labirinto bidimensionale di 256 schermate interconnesse. L'obiettivo è trovare i quattro pezzi di un amuleto che permette di oltrepassare il guardiano che blocca l'uscita del labirinto. La collocazione dei pezzi è parzialmente casuale e diversa a ogni partita.
La visuale è dall'alto, ma con oggetti e personaggi disegnati di lato. In tutte le versioni lo sfondo dello scenario è nero, mentre la colorata vegetazione tropicale forma le pareti del labirinto; le conformazioni delle pareti di ogni schermata sono di 48 diversi tipi. Come ostacoli sono presenti anche occasionali stagni e, ai bordi estremi dello scenario, montagne.
L'esploratore si può muovere nelle otto direzioni cardinali e può colpire con la spada (o forse, più in tema, si tratta di un machete), a distanza ravvicinata e soltanto a destra o sinistra. Uscendo da uno dei quattro lati dello schermo si passa alla schermata adiacente. 
I nemici da affrontare sono vari tipi di animali della giungla e indigeni selvaggi, con comportamenti differenti; tutti fanno perdere una vita all'esploratore se lo toccano. Molti animali, tra cui ragni, serpenti, pappagalli e scorpioni, compaiono in continuazione dal nulla e si eliminano con un colpo. Altri come ippopotami, rinoceronti e indigeni sono sparsi per la giungla e con l'arma non si possono eliminare, ma solo respingere. Nella zona meridionale si aggira il lupo (wulf del titolo è una forma arcaica di wolf, lupo), l'avversario più pericoloso, del tutto immune agli attacchi. Inoltre se il giocatore rimane troppo tempo in una stessa schermata compare una fiamma animata, immune agli attacchi, che vaga come gli altri nemici.
Oltre alle parti di amuleto si possono trovare molti bonus e vite extra da raccogliere. Sono presenti anche delle orchidee fisse, che fioriscono periodicamente e in quel breve momento si possono raccogliere, ottenendo diversi effetti temporanei, positivi o negativi, in base al loro colore: invulnerabilità alla maggior parte dei nemici, velocità extra, inversione dei controlli, paralisi, annullamento di altri effetti.

## Serie
Sabre Wulf diede inizio a una serie di giochi con lo stesso protagonista, spesso chiamata la serie di Sabreman. In breve tempo la Ultimate Play The Game pubblicò altri tre titoli per ZX Spectrum, convertiti anche per una o più altre piattaforme a 8 bit; si tratta sempre di avventure ambientate in labirinti, ma con un diverso tipo di visuale. Molti anni dopo, nel 2004, uscì un nuovo Sabre Wulf per Game Boy Advance, ma non si tratta di un remake.
- Sabre Wulf (1984) per Amstrad CPC, BBC Micro, Commodore 64, ZX Spectrum
- Underwurlde (1984) per Commodore 64, ZX Spectrum
- Knight Lore (1984) per Amstrad CPC, BBC Micro, MSX, NES, ZX Spectrum
- Pentagram (1986) per MSX, ZX Spectrum
- Mire Mare (previsto nel 1987 per Spectrum, non pubblicato)[8]
- Sabre Wulf (2004) per Game Boy Advance, sviluppato da Rare (ex Ultimate), ma edito da THQ